# Menuet (radioodbiornik)
Menuet – lampowy odbiornik radiowy produkowany w latach sześćdziesiątych XX wieku przez Zakłady Radiowe „Diora” w Dzierżoniowie. Zastąpił wcześniej produkowane radio Serenada, został zastąpiony przez Relaks i Trubadur. Produkowano 3 modele radioodbiornika o tej nazwie: 
- Meuet 6204 - produkowany w latach 1961-66[1]
- Meuet 21201 - produkowany  w latach 1964 - ?, niewielkie zmiany w stosunku do poprzedniego modelu[3],
- Menuet UKF 20303 - produkowany w latach 1967–1970[2],

## Model Menuet 6204 i 21201
Odbiornik zbudowany był przy użyciu 5 lamp elektronowych (z dwoma lampami ECH21 jako mieszaczem, heterodyną, wzmacniaczem pośrednim i małej częstotliwości, EBL21 jako wzmacniacz mocy i detektor, EM80 jako wskaźnik dostrojenia i AZ1 jako prostownik pełnookresowy).

### Dane techniczne
- zakresy fal:
  - Dł - fale długie 1000–2000 m (300–150 kHz)
  - Śr - fale średnie 187–572 m (1605–525 kHz)
  - Kr I - fale krótkie 30-63,5 m (10-4,72 MHz)
  - Kr II - fale krótkie 13,6-26,5 m (22-11,3 MHz)
- głośniki: GD18 - 13/2
- zasilanie: zasilacz transformatorowy na napięcie 220 V prądu zmiennego 50 Hz
- lampy:
  - ECH 21 - trioda (C) jako wzmacniacz pośredniej częstotliwości i heptoda (H) jako mieszacz,
  - ECH 21 - trioda jako wzmacniacz małej częstotliwości i heptoda jako heterodyna,
  - EBL 21 - duodioda jako detektor i pentoda mocy (L) jako wzmacniacz mocy
  - AZ 1 - duodioda mocy jako prostownik pełnookresowy
  - EM 80  - elektronowy (optyczny) wskaźnik dostrojenia (magiczne oko), początkowo EM4
  - żarówki 6,3 V; 0,3 A: oświetlenia skali

## Model Menuet UKF
Model Menuet UKF był rozwinięciem konstrukcji wcześniejszych Menuetów. Radioodbiornik miał identyczną obudowę i podobny układ elektroniczny. Wprowadzono możliwość odbioru zakresu UKF, wprowadzono elementy półprzewodnikowe zastępując lampę prostowniczą w zasilaczu prostownikiem selenowym, a detektor zbudowano w oparciu o diody ostrzowe zamiast lampowych. Radioodbiornik miał układ elektroniczny identyczny z radioodbiornikiem Relaks. Radioodbiornik Relaks miał nowocześniejszą obudowę. Po modyfikacji w 1970 roku nazwany Relaks 2 (Relax II), wersja z gramofonem nazywała się Trubadur.